# I figli del fuoco
I figli del fuoco (Spontaneous Combustion) è un film del 1990 diretto da Tobe Hooper.

## Trama
Un giovane uomo, Sam, scopre che i suoi genitori lo avevano sottoposto ad esperimenti atomici quando era neonato. Questo fatto si ripercuote su di lui mediante strani effetti e si accorge di aver acquisito dei poteri pirocinetici, cosa che gli causerà non pochi problemi.

## Riconoscimenti
Il film fu candidato come miglior film al Fantasporto International Fantasy Film Awards nel 1991.